# Кофермент B
Кофермент В, Coenzyme B (2-[(7-меркапто-1-оксогептил)амино]-3-фосфонооксибутановая кислота) — это кофермент, принимающий участие в окислительно-восстановительных реакциях у метаногенов. Молекула кофермента В содержит тиол, который принимает участие в механизме реакции.
В процессе метаногенеза кофермент B реагирует с 2-метилтиоэтансульфонатом (метил-Кофермент M, аббревиатура CH3-S-CoM), и при этом освобождается метан:
CH3-S-CoM + HS-CoB → CH4 + CoB-S-S-CoM
Это превращение катализируется ферментом метил-кофермент М-редуктазой которая содержит кофактор F430 как простетическую группу.
При восстановлении фумарата в сукцинат ферментом фумарат-редуктазой требуются одновременно и HS-CoB и HS-CoM:
CH3-S-CoM + HS-CoB −O2CCH=CHCO2− → −O2CCH2-CH2CO2− + CoB-S-S-CoM